# 鳝藤
鳝藤（学名：Anodendron affine），又名小锦兰，为夹竹桃科鳝藤属的植物。分布在日本、台湾岛、印度、越南以及中国大陆的湖南、广东、四川、福建、浙江、湖北、贵州、云南、广西等地，生长于海拔200米至1,520米的地区，一般生于山地稀疏杂木林中，目前尚未由人工引种栽培。

## 变种
- 屏边鳝藤（学名：Anodendron affine var. pingpienense）为夹竹桃科鳝藤属鳝藤的变种。分布于中国大陆的云南等地，多生于山地密林中。
- 广花鳝藤（学名：Anodendron affine var. effusum）为夹竹桃科鳝藤属下的一个变种。